# Lisa Pou
Lisa Pou, née le 28 mai 1999 à Fréjus, est une nageuse franco-monégasque spécialiste des épreuves de natation en eau libre.
Elle est licenciée au club de l'AS Monaco natation. Elle est la fille du nageur français Michel Pou. 

## Carrière
Elle est médaillée de bronze en relais mixte en eau libre aux Championnats d'Europe de natation 2018 à Glasgow avec Lara Grangeon, David Aubry et Marc-Antoine Olivier.
En avril 2023, Lisa Pou remporte le 10 km de l'Open de Martinique ce qui lui permet d'obtenir sa qualification sur la distance pour les championnats du monde de Fukuoka avec l'équipe de France. Lisa Pou décide cependant de représenter la principauté de Monaco,.
En juin 2024, elle est nommée porte-drapeau de la délégation monégasque aux Jeux olympiques de 2024 en compagnie du nageur Théo Druenne (en).